# کوانتوم سوپرمن (کاپیتان آلن آدام)
کوانتوم سوپرمن (کاپیتان آلن آدام) زمین-۴ به انگلیسی:((quantum superman((captain allen adam)که بیشتر با نام کوانتوم سوپرمن هم شناخته می‌شود، یکی شخصیت خیالی در کتاب‌های کمیک آمریکایی منتشر شده توسط دی سی کامیکس است. این شخصیت اولین بار در کمیک فاینال کرایسیس:سوپرمن بیوند (اکتبر۲۰۰۸) حضور پیدا کرد.

## داستان
آدم هنگامی که در یک موتور آزمایشگاهی اورانیوم که در حال آزمایش بود حضور داشت، قدرت خود را بدست آورد، که منفجر شد و او را به یک ذهن متفرق و بدون حس زمان تبدیل کرد. از دیدگاه جدید او، بدن خود را بهتر حفظ کرد و حواس کوانتومی خود را حفظ کرد. با این حال، آدم از آنچه تبدیل شده‌است می‌ترسد و از توانایی‌های جدیدش ناراحت‌کننده است. او از موادی/دارو هایی خاص استفاده می‌کند تا اثرات «حواس کوانتومی» خود را کاهش دهد و ترجیح می‌دهد همان کاری را انجام دهد که استادانش در ارتش به او می‌گویند.